# Przedecz
Przedecz è un comune urbano-rurale polacco del distretto di Koło, nel voivodato della Grande Polonia.
Ricopre una superficie di 76,52 km² e nel 2006 contava 4 344 abitanti.